# Taixi, Fujian
Taixi är en socken i sydöstra Kina. Den ligger i Youxi härad i staden Sanming i provinsen Fujian, omkring 110 kilometer väster om provinshuvudstaden Fuzhou. Antalet invånare är 23 829. Befolkningen består av 11 241 kvinnor och 12 588 män. Barn under 15 år utgör 16,0 %, vuxna 15-64 år 74 %, och äldre över 65 år 9,0 %.